# Civitas stipendaria
Una civitas stipendaria, ciuitas stipendiaria o stipendiaria (en plural, civitates stipendiariae), es decir, "una comunidad tributaria", era el tipo más bajo y común de ciudades (civitas) y comunidades locales bajo el dominio romano. Por lo general, la mayoría de los asentamientos romanos en Hispania que fueron conquistados a la fuerza y sometidos sin condiciones fueron considerados como civitates stipendiariae.

## Descripción
Cada provincia romana comprendía una serie de comunidades de diferente estatus. Junto a las colonias romanas o municipia, cuyos habitantes tenían la ciudadanía romana o latina, una provincia estaba formada en gran parte por comunidades autónomas de indígenas (peregrini), que se distinguían según el nivel de autonomía que tenían:
- las civitates stipendariae ("ciudades estipendarias") estaban en el nivel más bajo, «vinculadas mediante la celebración con Roma de un tratado desigual (foedus iniquum) pagando un tributo anual, con la obligación de proporcionar tropas auxiliares al ejército romano»;
- las civitates foederatae ("ciudades aliados") que estaban vinculados a Roma por un tratado formal (foedus);
- las civitates liberae ("ciudades libres"), a los que se les concedieron privilegios específicos.[3][4]

Las civitates stipendariae eran, con mucho, las más comunes de las tres —por ejemplo, en el año 70 a. C. en Sicilia había 65 ciudades de este tipo, a diferencia de solo cinco civitates liberae y dos foederatae— y proporcionaban la gran parte de los ingresos de una provincia.